# Tubul Geissler
Tubul Geissler este un tub de sticlă folosit pentru a demonstra principiile descărcării în plasmă. El a fost inventat de fizicianul german Heinrich Geissler în 1857. 

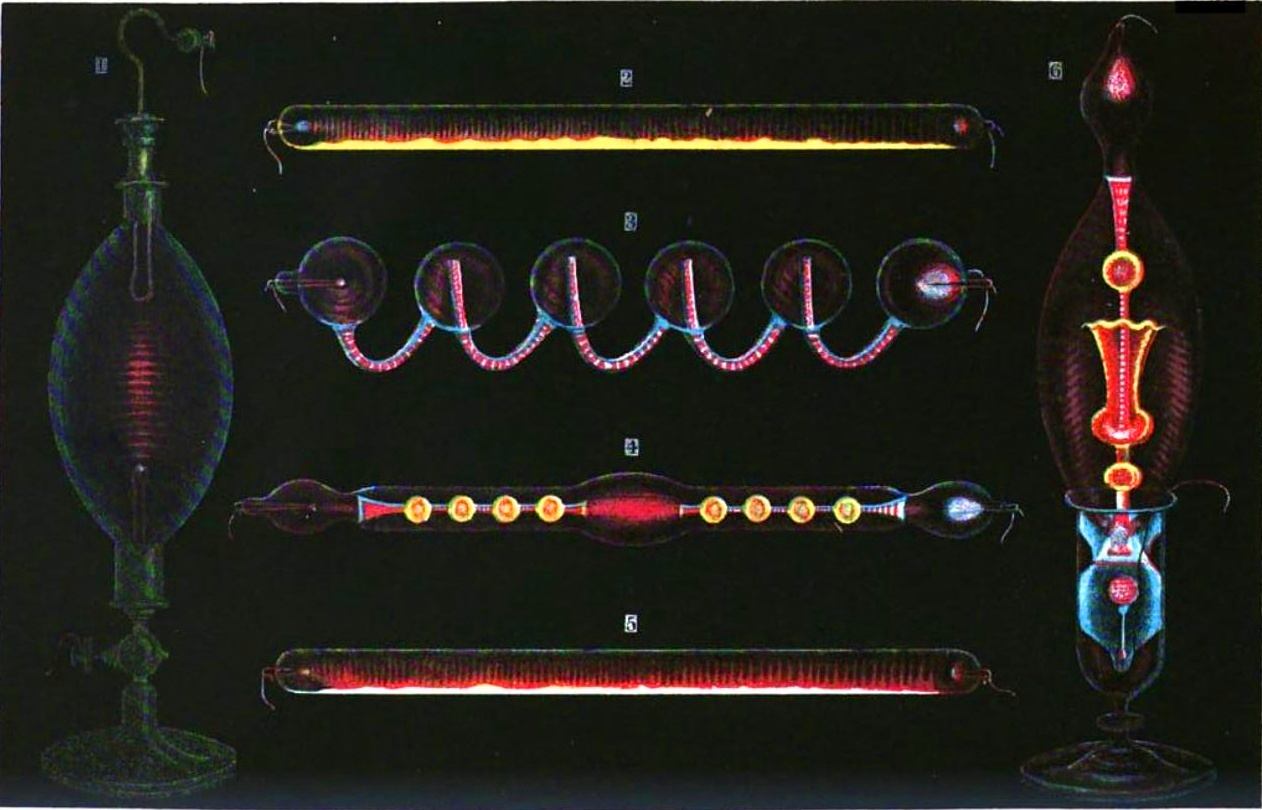
Desen al tuburilor Geissler într-o carte de fizică în limba franceză din 1869, arătând câteva din numeroasele forme decorative posibile.